# César Bórgia
César Bórgia (em italiano:  Cesare Borgia; Roma, 13 de setembro de 1475 – Viana, 12 de março de 1507), foi um príncipe, cardeal e nobre italiano da Renascença europeia. Era filho de Rodrigo Bórgia, eleito Papa Alexandre VI em 1492, com Vannozza dei Cattanei. Entre os seus irmãos estão Giovanni Bórgia, Lucrécia Bórgia e também Gioffre Bórgia. Além dos quatro mais conhecidos filhos de Rodrigo, existiram também meios-irmãos de mães desconhecidas, e entre eles está Pedro Luís de Borja e Girolama Borja. Foi Duque de Valentinois.
Pouco tempo após a morte do seu irmão Giovanni Borgia, abandona a carreira na igreja, na qual era cardeal, para assumir as responsabilidades militares da família e é elevado a capitão geral da igreja pelo seu pai, e nomeado Duque de Valentinois, entre outros, pelo rei de França, Luís XII.
Casou-se com a nobre francesa Charlotte d'Albret, com ela teve uma filha, Luisa Bórgia.
Conviveu com figuras como Leonardo da Vinci, que trabalhou para ele como engenheiro militar e projetou mapas para as suas campanhas, e com Nicolau Maquiavel, que o admirava, chegando a usar César como um modelo inspirador para o seu livro, O Príncipe.
César era calculista e violento e tentou, com o apoio do pai, constituir um principado na Romanha em 1501.

## Primeiros anos, igreja e ascensão
Nascido em Roma entre 1475 e 1476, a data de seu nascimento é disputada por historiadores, César foi educado desde seus primeiros anos para se tornar um homem da Igreja. Entretanto, seu caráter não era o de um religioso. Assim como seu pai Rodrigo Borgia, César mantinha muitas relações carnais com mulheres, sendo estas amplamente conhecidas desde que era adolescente. Por isso, logo percebeu que não tinha vocação ou desejo para o celibato e sacerdócio.
Aos sete anos, em 1482, foi nomeado Protonotário Apostólico pelo Papa Sisto IV, e no mesmo ano recebeu o canonismo na Catedral de Valência. Começou a estudar Direito na Universidade de Perúgia por volta de 1489 e recebeu a diocese de Pamplona, na Espanha, pelo Papa Inocêncio VIII, em 12 de setembro de 1491. No mesmo ano, mudou-se com seus dois colegas espanhóis e favoritos de seu pai para a Universidade de Pisa, obtendo o doutorado in utroque iure. Em Pisa, César também conheceu Giovanni, o segundo filho de Lorenzo de Médici, que também estudou lá e mais tarde se tornaria papa. César era um aluno talentoso e ávido, mas também se destacava por sua vida luxuosa e pelo desperdício de dinheiro.
Em 1492, Rodrigo Borgia venceu a eleição como papa, mas por vontade de seu pai, César não participou das celebrações da coroação. Em 31 de agosto de 1492, César foi nomeado arcebispo de Valência, sucedendo seu pai. Abade commendatario do mosteiro cisterciense de Valledigne, 31 de agosto de 1492. Em 8 de fevereiro de 1493, foi nomeado abade commendatario dos mosteiros beneditinos de Abondance, Szent Márton de Pannonie e S. Vittore de Milão. Administrador da sé de Nantes, 9 de agosto de 1493; sua nomeação foi revogada em 4 de novembro de 1493. Com apenas dezoito anos, Alexandre VI o criou cardeal-diácono no consistório de 20 de setembro de 1493; recebeu o chapéu vermelho e a diaconia de S. Maria Nuova.
Recebeu as ordens menores e o diaconato, juntamente com seu primo Juan de Borja Lanzol de Romaní, futuro cardeal, em 26 de março de 1494. Nunca recebeu a ordenação sacerdotal e a consagração episcopal. Administrador da sé de Castres, de 4 de novembro de 1493 a 20 de janeiro de 1495. Em 8 de maio de 1494, recebeu ricos benefícios do rei de Nápoles. Em 31 de outubro de 1494, deixou Roma por mar, ordenado pelo papa, para substituir o cardeal Ascanio Sforza; chamado de volta a Roma, chegou na noite de 3 de novembro de 1494. Em 7 de janeiro de 1495, buscou refúgio, juntamente com o papa, no Castelo de Santo Ângelo, em antecipação à chegada à cidade do rei Carlos VIII da França. Em 15 de janeiro de 1495, nomeado legado por quatro meses perante o exército francês; ele acompanhou Carlos VIII a Nápoles em 28 de janeiro, mas em Velletri ele desapareceu e retornou a Roma. Renunciou a commenda do mosteiro de Saint-Géraud d'Aurillac, diocese de Saint-Flour, em 20 de janeiro de 1495. Ele acompanhou o papa a Orvieto em 27 de maio e retornou com ele a Roma em 27 de junho. Administrador de Elne, de 20 de janeiro de 1495 a 6 de setembro de 1499. Administrador da sé de Coria, de 1495 a 6 de setembro de 1499. Acompanhou o papa a Óstia em 6 de maio de 1497; ele havia sido nomeado, em um consistório secreto, legado a latere para consagrar e coroar em Nápoles Frederico de Aragão, rei da Sicília; ele partiu para sua legação em 22 de julho de 1497 e retornou no dia 5 de outubro seguinte; no dia seguinte, como era costume, foi recebido pelo Sacro Colégio dos Cardeais no mosteiro de S. Maria Nuova.
Em junho de 1497, com a morte do seu irmão Giovanni , que ocupava o posto de capitão geral da igreja e havia sido o escolhido por Alexandre VI para assumir o lado militar da família, César encontra aqui a sua oportunidade para, finalmente, abandonar a indesejada carreira eclesiástica e ascender aos mais altos cargos da carreira militar.
A morte do seu irmão nunca foi clarificada e não se sabe ao certo quem cometeu o crime, sendo César um dos suspeitos, entre outros, sem nenhuma prova contra ele, apesar do seu óbvio interesse pela carreira destinada ao seu irmão.
Embora a seu objetivo fosse uma carreira militar, César teve um período conturbado desde a morte do seu irmão até assumir o seu posto militar. Isto porque já se encontrava numa posição de bons rendimentos e prestígio como cardeal e, portanto, precisava de certas garantias para abdicar de tudo o que já havia acumulado e ingressar nesta nova área.
Em dezembro de 1497, César recebeu os benefícios do cardeal Giovanni Giacomo Sclafenati, que havia morrido no dia 4 daquele mês; ao mesmo tempo, ele continuou o processo, iniciado em 1493, para deixar o estado eclesiástico. Em agosto de 1498 ele abdica, finalmente, da sua posição e benefícios dentro da igreja, após conseguir não só o já esperado apoio do seu pai, como também o forte apoio da França, por intermédio do Rei Luís XII que, no mesmo dia, o nomeou Duque de Valentinois e lhe deu garantias de apoio militar às suas desejadas conquistas em Itália. Além disso, reforçou ainda mais a sua aliança com a França através do casamento com uma nobre da sua corte, Charlotte d'Albret.
Estes apoios e consideráveis cedências da parte de Luís XII deviam-se ao facto deste rei querer o divórcio da sua actual esposa para, assim, assegurar o casamento com Ana de Bretanha, cujas núpcias lhe garantiria uma posição estratégica importante e reforçaria seu poder dentro do próprio estado francês.
Já nomeado capitão geral da igreja e com a ajuda do seu pai, conquistou vários estados, principalmente na Romanha, no qual foi criado o novo título de Duque da Romanha. Extremamente hábil, logo livrou-se de seus inimigos — dentre eles, Oliverotto de Fermo — convidando-os para seu palácio de Senigália, onde os aprisionou e os assassinou.
Ganhou fama e glória, o que lhe possibilitou obter a simpatia e o apreço de grande parte dos cidadãos dos estados por ele conquistados e governados, tornando-se uma figura extremamente popular entre estes.
Recebeu o título de gonfaloneiro da igreja pelo seu pai após conquistar Imola e Forlì e foi uma forte influência no livro O Príncipe, de Maquiavel, com o qual conviveu diversas vezes e o qual elogiou abertamente César na sua obra.

## Últimos anos e morte
Apesar da sua imensa capacidade como estrategista, general e governante, não demorou muito até perder tudo o que conquistou após a morte do seu pai em 1503.
Sem Alexandre VI, inicialmente, o seu poder era significativo ao ponto de conseguir influenciar a escolha do sucessor do seu pai, o Papa Pio III, que lhe manteve todos os benefícios que tinha anteriormente. No entanto, o pontificado do Papa Pio III durou apenas 26 dias, após os quais este faleceu.
Por esta altura, César Bórgia, se encontrava numa situação delicada, estando doente e bastante enfraquecido enquanto político. Desse modo, apoiou a candidatura e deixou-se levar pelas promessas do maior inimigo da sua família, Giuliano Della Rovere, permitindo que este Cardeal fosse eleito como novo Papa.
Papa Júlio II desprezando o acordo com César, como a preservação das suas posições dentro da igreja e dos seus estados, começou rapidamente a tomar medidas para lhe retirar todo o poder adquirido até então.
Acabou por viver o resto dos seus anos ora como prisioneiro, sendo encarcerado sucessivamente pelo papa Júlio II e pelo rei de Castela, ora como fugitivo, excepto nos últimos meses de vida, em que serviu como comandante para o Rei João III de Navarra, que era seu cunhado.
Foi assassinado aos trinta e um anos, no ano de 1507, em Viana, no Reino de Navarra e lá está sepultado na Iglesia de Santa María de Viana.

## Na arte
No cinema, César Bórgia foi representado por Orson Welles no filme Prince of Foxes. Foi também interpretado por François Arnaud na série The Borgias, de Neil Jordan, finalizada em junho de 2013.
Existe ainda a série Borgia, conhecida pelo nome Borgia: Faith and Fear, o nome da primeira temporada, produzida por Tom Fontana, e em que César Bórgia é interpretado pelo ator Mark Ryder.
No jogo Assassin's Creed: Brotherhood, César Bórgia assume o papel de principal antagonista, sendo ele hipoteticamente um Templário, inimigo da família Auditore.[carece de fontes?]
Na Literatura Brasileira, César Borgia é um dos principais personagens do romance O Strip do Diabo, de Miguel M. Abrahão